# Namdrik
Namdrik o Namorik (en marshallès: Nam̧dik) és un atol de l'oceà Pacífic que forma un districte legislatiu de la cadena de Ralik de les Illes Marshall. Es troba a 145 quilòmetres a l'oest-sud-oest de Jaluit i a 117 quilòmetres al nord-oest de l'atol d'Ebon. Està format per 2 illes, té una superfície terrestre de tan sols 2,8 km² i envolta una llacuna amb una superfície de 8,4 km². Segons el cens del 2021 la seva població era de 299 habitants.

## Història
L'Imperi Alemany va reclamar l'atol de Namdrik juntament amb la resta de les Illes Marshall el 1885. Després de la Primera Guerra Mundial va quedar sota el Mandat de les Illes del Pacífic de l'Imperi Japonès. A la fi de la Segona Guerra Mundial va quedar sota el control dels Estats Units com a part del Territori en Fideïcomís de les Illes del Pacífic fins al 1986, quan les illes Marshall van aconseguir la seva independència.